# Geneviève Castrée
 (février 2019).
Geneviève Castrée, Gosselin de son vrai patronyme, est une auteure de bande dessinée, musicienne et poète québécoise née le 9 avril 1981 à Loretteville (Québec), au Canada, et morte d'un cancer du pancréas le 9 juillet 2016 à Anacortes (État de Washington). À titre de musicienne, elle est également connue sous les pseudonymes de Woelv et Ô Paon.

## Biographie
Entre 1996 et 2000, Geneviève Castrée participe à plusieurs fanzines et expositions.
À partir de 2000, elle travaille avec l'Oie de Cravan, un éditeur montréalais.
Elle travaille aussi avec Reprodukt en Allemagne et Drawn & Quarterly au Canada anglais.
En 2007 sort le disque The Watery Graves of Portland and/et Geneviève, album de collaboration entre Geneviève Castrée (chant) et le groupe The Watery Graves of Portland avec Curtis Knapp au piano, Adrian Orange à la batterie et Davis Lee Hooker à la contrebasse.
Atteinte d'un cancer du pancréas inopérable, une nouvelle qu'elle apprend quatre mois après avoir donné naissance à sa fille, elle meurt le 9 juillet 2016.
En 2018, l'album posthume Une Bulle est publié. Écrit à destination de sa fille, il pose un regard paisible sur la narratrice.

## Publications
- El Senor Pene, auto-édition, 1997.
- Lait frappé, L'Oie de Cravan, 1999[3].
- (de) Die Fabrik, Reprodukt, 2000.
- Roulathèque Roulathèque Nicolore, L'Oie de Cravan, 2001.
- Pamplemoussi, L'Oie de Cravan, 2004. Livre audio.
- (en) Participation à Drawn & Quarterly Showcase 3, Drawn & Quarterly, 2005.
- Susceptible, L'Apocalypse, 2012. Prépublié dans Lapin n° 38-44, 5, 1999-2011. Édition anglaise Drawn & Quarterly, 2012.
- Maman Sauvage, (poésie, sous le nom de Geneviève Elverum) L'Oie de Cravan, 2015.
- Une bulle, La Pastèque, 2018 (ouvrage achevé par Anders Nilsen[4]).
- Maman Apprivoisée (poetry, as Geneviève Elverum), L'Oie de Cravan, 2018.
- Geneviève Castrée: Complete Works 1981-2016, Drawn & Quarterly, 2022.

## Discographie
- 2006 : Gris
- 2007 : 

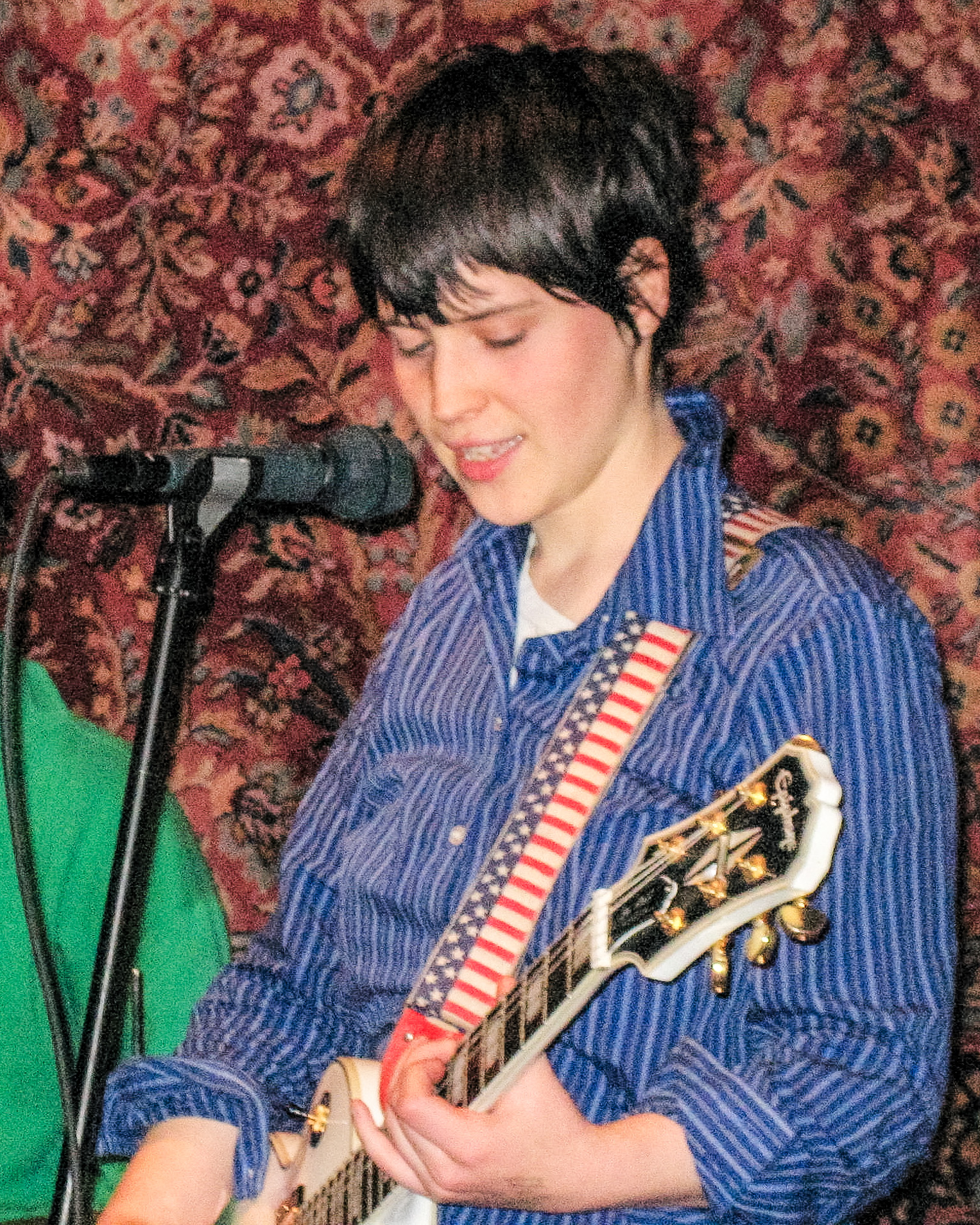
Geneviève Castrée en 2006.

  - Le niveau de la mer/bête à cheval
  - Tout Seul dans la Forêt en Plein Jour, Avez-Vous Peur ? (livre-disque)
  - The Watery Graves of Portland and/et Geneviève